# Helen Walton
Helen Robson Kemper Walton (Claremore, 3 dicembre 1919 – Bentonville, 19 aprile 2007) era la moglie di Sam Walton, il fondatore della Wal-Mart.
Dopo la morte del marito ereditò la sua quota dell'azienda insieme ai quattro figli Samuel Robson Walton, John T. Walton (morto nel 2005), Jim Walton, e Alice Walton. Tuttavia a causa dell'età avanzata non occupò mai nessuna poltrona nell'azienda. Insieme agli altri eredi figurava costantemente nella classifica delle persone più ricche del mondo, il suo patrimonio al momento della morte era stimato in 16,4 miliardi di USD.
Helen Walton era la quarta donna più ricca del mondo dopo Liliane Bettencourt, la moglie del defunto John Christy Walton e la figlia Alice.
Helen si laureò all'università dell'Oklahoma, in seguito conobbe il marito mentre egli lavorava in una fabbrica di munizioni, i due si sposarono il 14 febbraio 1943. Helen a differenza del marito proveniva da una famiglia agiata, infatti suo padre L.S. Robson era un affermato banchiere e possidente terriero.